# Dmitrij Borisovič Rezvan

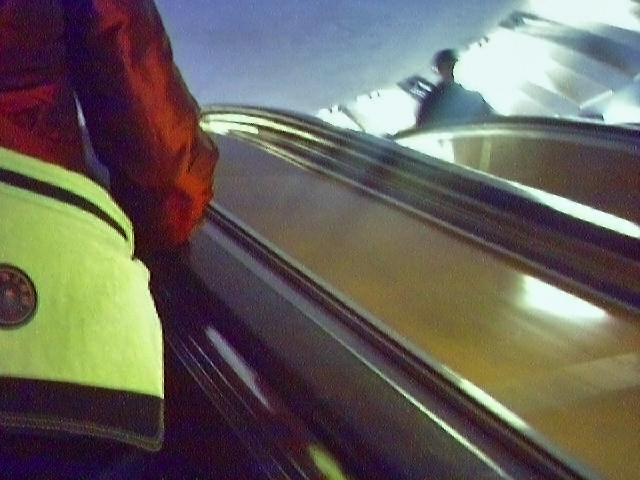
Dmitrij Borisovič Rezvan: Z uměleckého projektu Mobilografija

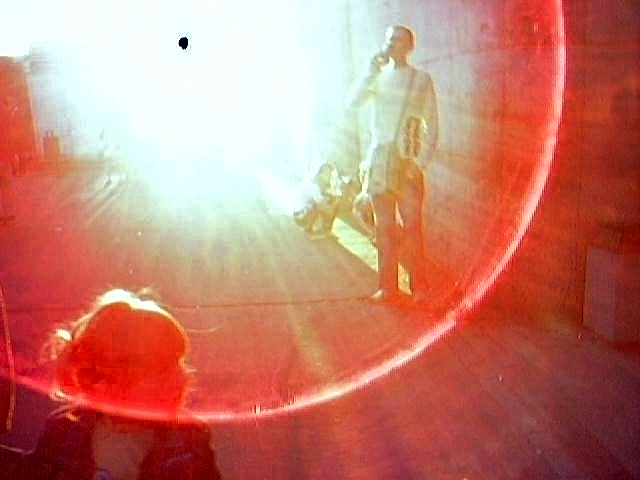
Dmitrij B. Rezvan: Z uměleckého projektu Mobilografija

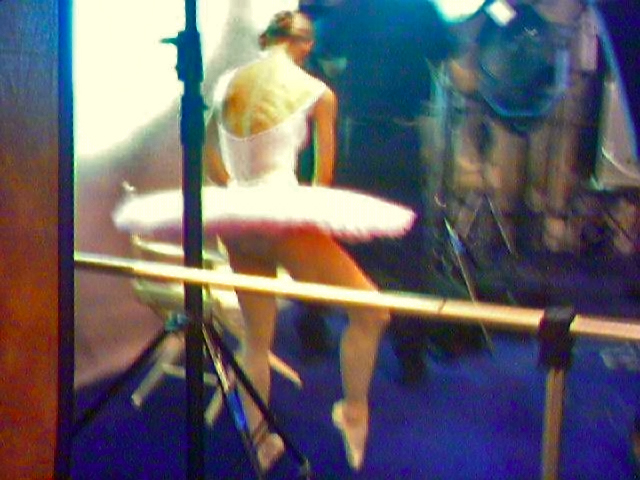
Dmitrij B. Rezvan: Z uměleckého projektu Mobilografija

Dmitrij Borisovič Rezvan (* 31. července 1969 Moskva) je ruský malíř a profesionální fotograf, člen Unie ruských umělců (rusky: Cоюз художников России). Zakladatel Světové společnosti mobilografie (rusky Всемирное общество мобилографов) se sídlem v Moskvě. Je účastníkem mezinárodních a ruských výstav.